# DN19E
DN19E este un drum național din județul Bihor, lung de 39 km, între localitățile Biharia și Chiribiș.